# Kopi Luwak

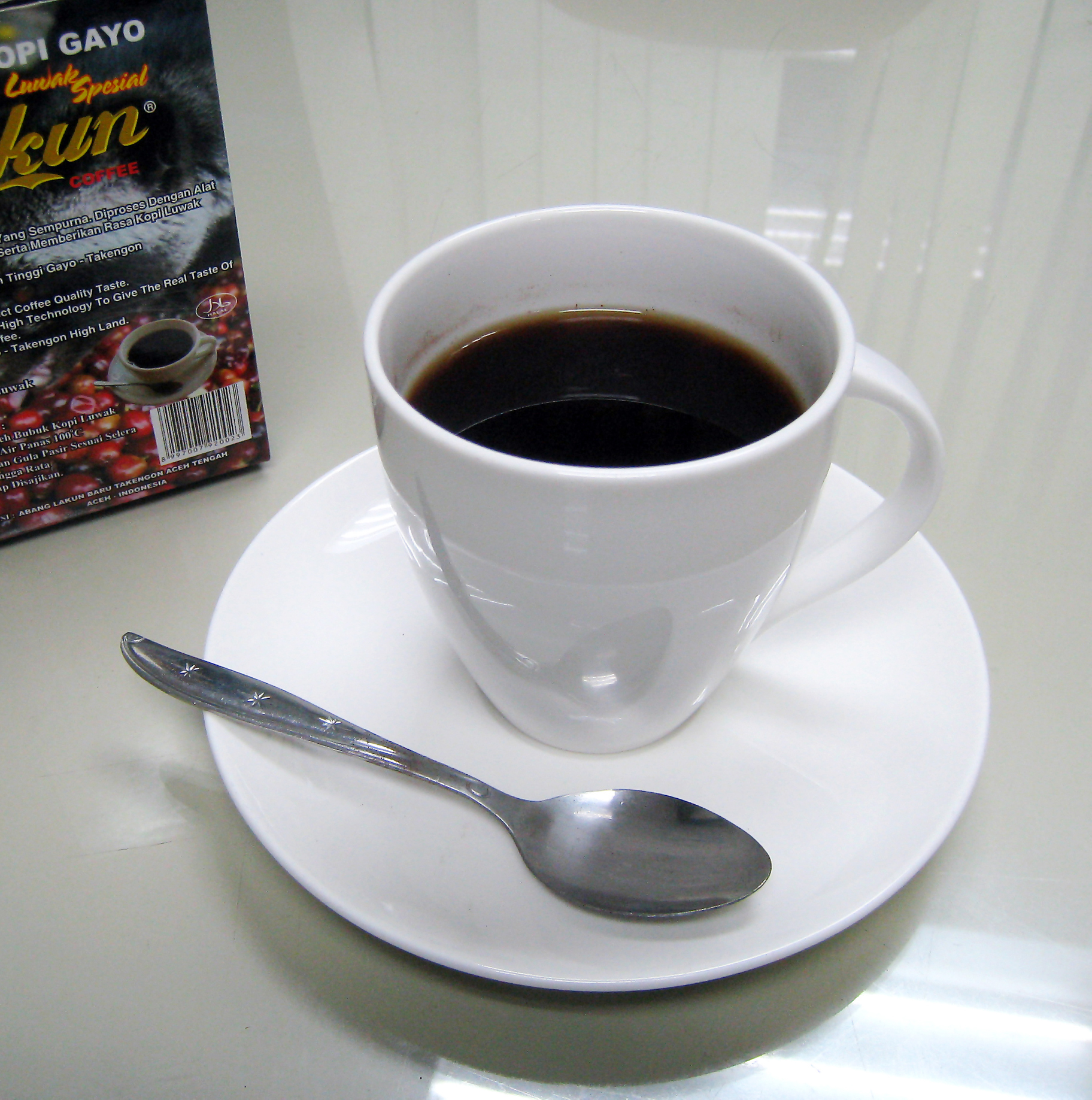
Xícara com Kopi Luwak

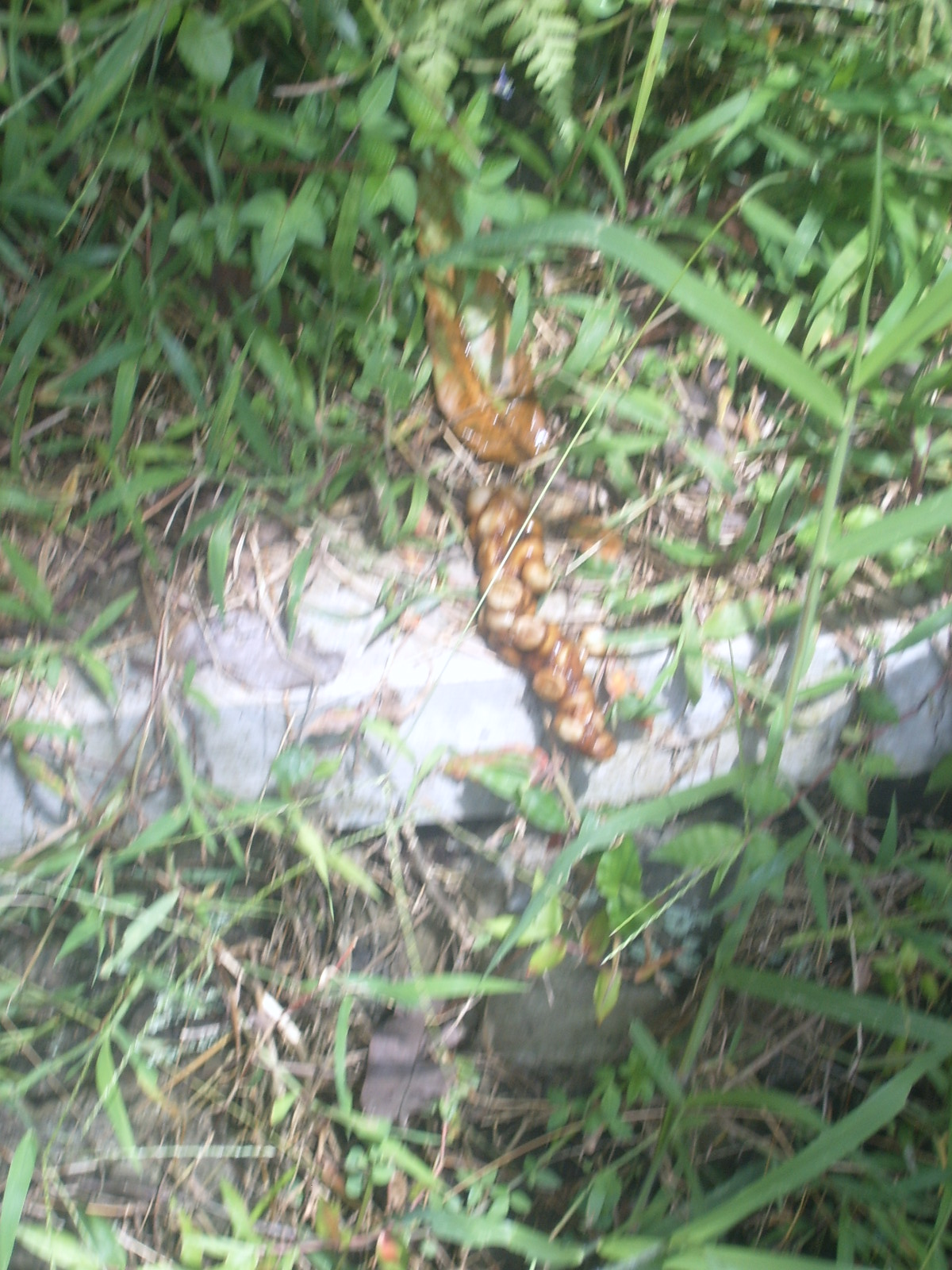
Grãos de café civeta nas fezes de uma civeta, no oeste da ilha de Java.

Kopi Luwak (pronúnciaⓘ) ou Café Civeta é um café produzido com grãos de café extraídos das fezes da civeta, e é principalmente produzido nas ilhas de Sumatra, Java, Bali, e Sulawesi, nos arquipélagos da Indonésia. O processo de coleta de grãos em fezes de civeta também acontece em Madagascar e nas Filipinas (onde o produto é chamado de Kape Alamid). No Vietname existe um tipo similar de café, chamado weasel coffee, que possui grãos que foram defecados por doninhas. No Brasil, existe ainda um café colhido das fezes do jacu, que é uma ave originária da América do Sul.
A civeta seleciona os grãos antes de ingeri-los, mas apenas a polpa é digerida, e a semente passa intacta pelo sistema digestivo do animal. Durante a digestão, as bactérias e enzimas únicas do animal tornam-se os responsáveis pela diferença de qualidade do café industrializado.
Kopi é uma palavra indonésia para "café", enquanto luwak é o nome local da civeta. A produção limitada dos grãos (menos de 230 quilos por ano) é o motivo de sua raridade e consequentemente seu alto preço (cerca de mil dólares o quilo do grão), sendo considerado o mais caro café do mundo. É vendido principalmente para o Japão, na Europa e nos Estados Unidos. Uma xícara de café preparado com Kopi Luwak pode custar 50 libras esterlinas no Reino Unido. Seu sabor é descrito como "uma mistura de chocolate e suco de uva. Menos ácido e amargo do que os cafés comuns".
Em 2004, uma síndrome respiratória aguda grave infectou milhares de civetas na China e causou um grande extermínio, mas a demanda pelo café não foi afetada.